# 빌헬름 라이히

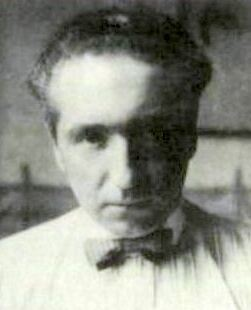
빌헬름 라이히

빌헬름 라이히(Wilhelm Reich, 1897.3.24 – 1957.11.3)는 오스트리아의 성과학자이다. 빌헬름 라이히는 오스트리아-헝가리 제국의 갈리시아 도브리아니치(현재는 우크라이나 서부)에 있는 동화된 유대인 가정에서 태어난 논란의 여지가 있는 정신분석가였으며, 그의 아버지가 운영하는 대규모 농장인 부코비나에서 자랐다. 그의 모국어는 독일어였다.

## 생애
1897년 오스트리아-헝가리 제국의 가루시아 지방에서 태어났지만, 어린시절 부모님이 돌아가셔서 충격을 받았다고 한다.
1918년 빈 대학에 입학하여 법학공부를 시작했지만 중단하고 의학공부를 하게 되었다.
여기서 프로이트에게 직접 가르침을 받았는데 이에 대해 <오르가즘의 기능>이라는 책을 펴냈지만 프로이트에게 비난을 받았다.
1928년부터 1933년까지 성-정치(Sex-Pol) 운동을 전개하다가 공산당으로부터 퇴출당했다.
이후 외국으로 전전하면서 망명 생활을 하다가 1939년 미국에 최종적으로 정착하여 ‘오르곤 에너지’가 발견했다고 주장했지만 다른 과학자들 비난 받고 2년형을 선고 받고 복역하던 중 1957년 11월에 심장마비로 사망했다.

## 사상
빌헬름 라이히는 부권제, 결혼제도와 가족제도에서 나오는 권위주의와 성 억압적 성향은 파탄을 일으킨다고 했다. 그래서 성에 대한 완전한 금욕은 불가능하기 때문에 성 쾌락에 대해 긍정적인 사고를 가져야 한다고 했다.
또, 파시즘 사회, 성범죄의 원인은 권위주의에서 왔다고 봤다.
기존의 사회를 해체하고 재구성하려는 의도를 갖고, 마르크스주의와 프로이트의 사상을 결합하여 성해방 또는 인간해방을 주장하였고 이것으로 인해 성정치가 생겼다.

## 저작 목록
- 오르가즘의 기능 (윤수종 역) Die Funktion des Orgasmus (1927). Revidierte Fassung: Frühe Schriften II, Kiepenheuer & Witsch, Köln 1982, The Function of Orgasm (1942).
- 파시즘의 대중심리(오세철, 문형구 역) Die Massenpsychologie des Faschismus (1933). Erweiterte und revidierte Fassung: Kiepenheuer & Witsch, Köln 1971
- 성혁명 (윤수종 역) / 성문화와 성교육 그리고 성혁명(이창근 역) Die Sexualität im Kulturkampf (1936), rev. Neuauflage als Die sexuelle Revolution, Europäische Verlagsanstalt, Frankfurt am Main 1966
  - 문화적 투쟁으로서의 성(박설호 역) / 편역
- 작은 사람들아 들어라(곽진희 역) Listen, Little Man! (1948). Deutsches Original: Rede an den kleinen Mann, Fischer Taschenbuch, Frankfurt am Main 1984
- 그리스도의 살해(윤수종 역) The Murder of Christ (1953). Übersetzt von Bernd A. Laska als Christusmord, Walter, Olten/Freiburg 1978
- 프로이트와의 대화(황재우 역) Reich speaks of Freud, New York 1967. Deutsch auszugsweise (Raubdruck) als Wilhelm Reich über Sigmund Freud, o.O./o.J. (Schloß Dätzingen 1976)
- 성정치 (윤수종 역) Die Sexuelle Politik

- 빌헬름 라이히(마이런 세라프 저, 이미선 역) / Sharaf, Myron (1994). Fury on Earth: A Biography of Wilhelm Reich. Da Capo Press.

## 같이 보기
- 미셸 푸코
- 주디스 버틀러
- 성혁명